# Bråtdammen
Bråtdammen är en sjö i Vimmerby kommun i Småland och ingår i Motala ströms huvudavrinningsområde. Sjöns area är 0,055 kvadratkilometer och den är belägen 115,4 meter över havet.